# Tim Torn Teutenberg
Tim Torn Teutenberg (né le 19 juin 2002 à Mettmann) est un coureur cycliste allemand. Il participe à des compétitions sur route et sur piste. Il est notamment champion du monde de course à l'américaine en 2024 et double champion d'Europe de course à l'élimination.

## Biographie
Tim Torn Teutenberg est issu d'une famille de cyclistes : son père est Lars Teutenberg, sa tante Ina-Yoko Teutenberg et son oncle Sven Teutenberg. Sa sœur Lea Lin Teutenberg, de trois ans son aînée, est également cycliste. Son grand-père Horst (mort en 2021) travaillait comme entraîneur. 
Tim Torn Teutenberg est actif dans le cyclisme depuis 2011. En 2017, sur piste, il devient champion d'Allemagne d'omnium chez les cadets (moins de 17 ans). Il remporte ses premières médailles internationales en 2019 lors des championnats d'Europe sur piste juniors (moins de 19 ans) à Gand. Il décroche la médaille d'or sur la course à l'élimination et une médaille de bronze en  course à l'américaine avec Luca Dreßler. Aux mondiaux sur piste juniors disputés quelques semaines plus tard à Francfort-sur-l'Oder, à domicile, il remporte l'argent dans la course à l'américaine avec Hannes Wilksch. Sur route, il se classe deuxième du également terminé deuxième du Tour de Gironde, une épreuve internationale du calendrier UCI des juniors. En 2020, lors des championnats d'Europe sur piste juniors, il est médaillé d'argent de l'omnium et médaillé de bronze sur l'américaine (avec Benjamin Boos). 
En 2021, il fait ses débuts dans la catégorie des espoirs (moins de 23 ans) et rejoint l'équipe Leopard Pro Cycling. Il est vice-champion d'Europe de l'élimination chez les espoirs, battu par le Néerlandais Maikel Zijlaard. En deuxième partie de saison, il participe à ses premiers championnats d'Europe élites, où il termine cinquième de l'élimination et de l omnium, ainsi que septième de l'américaine (avec Theo Reinhardt). Quelques semaines plus tard, il est au départ des mondiaux de Roubaix. Après avoir pris la septième place du scratch, il chute lors de l'omnium et se fracture la clavicule. En avril 2022, lors de la première manche de la Coupe des nations sur piste à Glasgow, il termine troisième de la course à l'élimination.

## Palmarès sur piste

### Jeux olympiques
- Paris 2024
  - 7e de l'omnium
  - 9e de la poursuite par équipes

### Championnats du monde
| Édition / Épreuve                   | Scratch | Américaine            | Poursuite par équipes |
| Francfort-sur-l'Oder 2019 (juniors) |         | Argent                |                       |
| Roubaix 2021                        | 7e      |                       |                       |
| Glasgow 2023                        | 8e      |                       |                       |
| Ballerup 2024                       |         | Or (avec Roger Kluge) | Bronze                |

### Coupe des nations
- 2022
  - 3e de l'élimination à Glasgow
  - 3e de l'américaine à Milton
- 2023
  - 2e de l'omnium à Milton

### Championnats d'Europe
| Édition / Épreuve                 | Course aux points | Américaine | Scratch | Omnium | Élimination |
| Gand 2019 (juniors)               |                   | Bronze     |         |        | Or          |
| Fiorenzuola d'Arda 2020 (juniors) |                   | Bronze     |         | Argent |             |
| Apeldoorn 2021 (espoirs)          |                   | 8e         |         | 5e     | Argent      |
| Granges 2021                      |                   | 7e         |         | 5e     | 5e          |
| Anadia 2022 (espoirs)             |                   | DSQ        |         | Argent | Argent      |
| Granges 2023                      | 10e               |            | 5e      |        | Or          |
| Anadia 2023 (espoirs)             |                   | Bronze     |         | Or     | Or          |
| Heusden-Zolder 2025               |                   | Argent     |         | Or     | Or          |

### Championnats d'Allemagne
- 2019
  -  Champion d'Allemagne de course à l'américaine juniors
  -  Champion d'Allemagne d'omnium juniors
- 2022
  -  Champion d'Allemagne de course aux points
  -  Champion d'Allemagne du scratch
  -  Champion d'Allemagne d'omnium
  -  Champion d'Allemagne de course à élimination
- 2023
  -  Champion d'Allemagne d'omnium
- 2024
  -  Champion d'Allemagne d'omnium
- 2025
  -  Champion d'Allemagne de poursuite par équipes
  -  Champion d'Allemagne de course à l'américaine (avec Roger Kluge)
  -  Champion d'Allemagne de course à élimination
  -  Champion d'Allemagne de course derrière derny

## Palmarès sur route

### Par années
- 2019
  - 2e du Tour de Gironde
- 2023
  - 2e du Tour d'Overijssel
  - 3e de Milan-Busseto
  - 6e du championnat d'Europe sur route espoirs
- 2024
  -  Champion d'Allemagne du contre-la-montre espoirs
  - Olympia's Tour
  - Paris-Roubaix espoirs
  - 1re étape du Tour de Bretagne
  - 1re étape de la Flèche du Sud
  - 3e du Grand Prix de Valence
  - 3e du Youngster Coast Challenge
  - 3e du Grand Prix Rik Van Looy
- 2025
  - 3e de la Surf Coast Classic

### Classements mondiaux
| Année                                 | 2021  | 2022 | 2023 | 2024 |
| ------------------------------------- | ----- | ---- | ---- | ---- |
| Classement mondial                    | 1588e | 599e | 659e | 228e |
| UCI Europe Tour                       | 1118e | 463e | nc   | nc   |
|                                       |       |      |      |      |
| Légende : nc = non classéSource : UCI |       |      |      |      |